# Hancockia ryrca
Hancockia ryrca är en snäckart som beskrevs av Ernst Marcus 1957. Hancockia ryrca ingår i släktet Hancockia och familjen Hancockiidae. Inga underarter finns listade i Catalogue of Life.